# Frank Iero
Frank Anthony Thomas Iero Jr. (Newark, 31 ottobre 1981) è un chitarrista e cantante statunitense, conosciuto per essere il chitarrista ritmico dei My Chemical Romance sino al 2013, anno in cui il gruppo si è sciolto, e poi di nuovo dal 2019. Nel 2014 ha dato vita a un progetto solista chiamato frnkiero andthe cellabration, ed in seguito ad un altro progetto chiamato Frank Iero and the Patience, per poi fondare un nuovo progetto musicale nel 2018 chiamato Frank Iero And The Future Violents.

## Biografia
Frank Iero nasce nel 1981 il giorno di Halloween a Newark, New Jersey, e vive per tutta la durata della sua infanzia nella vicina cittadina di Belleville. Sia la famiglia di suo padre che quella di sua madre, Linda Pricolo, hanno origini italiane.
Frank cresce subito esposto alla musica, suonata dal vivo e di generi differenti, dal rock, al blues, al jazz: sua madre suona il pianoforte, il nonno e lo zio paterni e suo padre stesso sono batteristi affermati nella scena locale. Frank partecipa sin da piccolissimo alle esibizioni live del padre (conosciuto col nome d'arte di Cheech Iero), all'inizio solo aiutando a sistemare gli strumenti, successivamente nasce in lui il desiderio di imitarlo e salire sul palco. 
Imparò così a suonare la batteria, come da tradizione di famiglia, e sperimentò sul pianoforte della madre ma crescendo lo strumento che lo attrae di più è la chitarra elettrica.
A soli undici anni creò la sua prima band, ispirato principalmente dal modo di suonare e di tenere la scena di Billie Joe Armstrong frontman di una delle sue band preferite, i Green Day. Altre band che hanno influenzato la sua carriera di chitarrista sono state gli Iron Maiden, i The Misfits e i Black Flag.
In quello stesso periodo i genitori divorziarono e la famiglia visse una situazione economica disagiata, aggravata dalla salute cagionevole di Frank che ha sofferto di bronchite e otite e dell'Epstein Barr Virus, per cui prende ancora vitamine per rafforzare il sistema immunitario.
La situazione familiare difficile fanno avvicinare Frank al punk rock e all'hardcore.
Cita in particolare l'album In Utero dei Nirvana, come sua influenza originaria.
Frank frequentò le scuole superiori nella scuola cattolica Queen of Peace, a North Arlington dove subì atti di bullismo. Veniva chiamato col nomignolo spregiativo “Pansy” (letteralmente ‘effeminato’,‘femminuccia’), nome che ha poi dato alla sua prima chitarra personalizzata.
Durante questi anni creò diverse band: I am a Graveyard, I Wish I Were a Ghost, Sector 12 e iniziò a esibirsi in veri e propri concerti.
Si iscrisse poi alla Rutgers University, nella facoltà di psicologia e creò una nuova band di cui non è solo il chitarrista ma anche il cantante: i Pencey Prep. Questa è la sua esperienza più importante prima dei My Chemical Romance.
Il nome della band è un omaggio a uno dei libri preferiti di Frank, Il giovane Holden (Pencey Prep è il nome della scuola frequentata e poi abbandonata dal protagonista). 
La band riuscì a pubblicare un album, Heartbreak in Stereo, con la stessa casa discografica con cui i MCR avevano appena firmato un contratto, la Eyeball Records.
Le due band si incontrarono, condividendo la stessa sala prove e esibendosi live insieme. Il primo concerto dei MCR, fu infatti d'apertura ad uno di quelli dei Pencey Prep.
Frank strinse subito amicizia con tutti i membri dei My Chemical Romance, in particolare con Gerard Way e aveva già conosciuto Mikey Way che prima della nascita dei My Chemical Romance si era presentato proprio ai provini per la seconda chitarra dei Pencey Prep, ma era stato rifiutato.
A causa di litigi tra alcuni membri i Pencey Prep si sciolsero e i My Chemical Romance chiesero subito a Frank di prendere parte alla loro band come secondo chitarrista. 
Frank ha dichiarato che iniziò a pensare che i My Chemical Romance fossero destinati a qualcosa di grande e così accettò subito, lasciando l'università per concentrarsi solo sulla band.
Solo 4 giorni dopo il suo arrivo, i My Chemical Romance finalmente al completo iniziarono a registrare il primo album, uscito nel 2002 I Brought You My Bullets, You Brought Me Your Love.
Nel 2004 è stato pubblicato il secondo album della band Three Cheers for Sweet Revenge.
Nel 2005 Frank ha fondato insieme a dei cari amici e alla fidanzata Jamia Nestor, la propria etichetta discografica ed editoria di libri per artisti emergenti/etichetta di vestiti chiamata Skeleton Crew Records. 
Al momento Frank e Jamia non fanno più parte attivamente della Skeleton Crew a causa dei troppi impegni di entrambi, pur rimanendo vicini all'etichetta.
Nel 2006 viene pubblicato il terzo album della band The Black Parade che li consacra a livello mondiale.
Nel 2008 visto un periodo di pausa per i My Chemical Romance, Frank prende parte ad un progetto hardcore creato da alcuni suoi amici: la band Leathermouth, che ha bisogno di un cantante e di un autore di testi.
Frank ha prodotto la band attraverso la Skeleton Crew e ha preso definitivamente il posto di cantante. Il primo cd della band "XO" è uscito nel 2009.
Frank ha descritto questa band come l'anti-MCR, quella con la quale può esprimere la parte più negativa di sé stesso, che non è contenta del mondo e non ha superato alcuni traumi del passato, i testi dei Leathermouth infatti fanno riferimento a temi come il bullismo, il terrorismo, le violenze sessuali descritte con un punto di vista crudo e aggressivo.
Nel 2009 Frank suona il basso per i Love Cats, una tribute band della band The Cure e per il tour della band Reggie And The Full Effect (progetto solista di James Dewees, tastierista dei MCR).
Nel 2010 viene pubblicato il quarto album in studio dei My Chemical Romance, Danger Days: The True Lives of the Fabulous Killjoys.
Il 13 gennaio 2013 Frank ha creato un suo sito web. Dopo lo scioglimento dei My Chemical Romance, nel 2013, fonda la band Death Spells insieme a James Dewees. Nel dicembre 2013 ha annunciato un suo futuro progetto solista, anticipato dal mini EP For Jamia in cui ha presentato le cover di Be My Baby (The Ronettes) e Walk the Line (Johnny Cash).
Nell'estate 2014 ha intrapreso un nuovo progetto solista chiamato "frnkiero andthe cellabration", con cui ha pubblicato l'album Stomachaches nello stesso anno. Nell'agosto 2015 pubblica uno split con i Lonely the Brave.
Il 31 dicembre 2018 ha annunciato un nuovo progetto musicale, chiamato "Frank Iero and the Future Violents".

## Strumentazione
Iero utilizza solitamente chitarre Gibson SG ed Epiphone Les Paul, e amplificatori Marshall.
Invece per il "World Contamination Tour" è stato solito usare una Epiphone Wilshire o la Epiphone Phant-o-matic, chitarra da lui progettata.
Nel video di Desolation Row utilizza invece una Fender Stratocaster.

## Vita privata
Frank è vegetariano, sin da adolescente, e sostiene l'associazione a difesa dei diritti degli animali PETA che nel 2008 l'ha incoronato 'Vegetariano più sexy dell'anno' insieme ad Alyssa Milano.
Ha espresso il suo totale appoggio dei diritti pro-gay. Si è dichiarato favorevole al matrimonio e all'adozione da parte di genitori dello stesso sesso, e ha inventato la frase diventata famosa tra i fan "Homophobia is gay" ("L'omofobia è gay") che ha scritto a mano su una t-shirt rossa che indossa di tanto in tanto nei concerti. 
Nel 2009 ha indossato anche un'altra maglietta per questa causa con la scritta "Legalize Gay" (Legalizzate i gay), ideata da American Apparel per protestare contro la California Proposition 8, legge che vietò per un periodo di tempo i matrimoni omosessuali nello Stato della California. 
Insieme a Gerard Way, durante il periodo in cui i My Chemical Romance erano ancora in attività, ha portato avanti un'azione di propaganda contro l'omofobia.
Ha una grande passione per i tatuaggi e ne ha più di 50, di cui quello che ritrae il nonno paterno mentre suona la batteria fu eseguito in diretta TV da Kat Von D durante l'8ª puntata di LA Ink.
Il 9 marzo 2007 Frank si è sposato con la fidanzata Jamia Nestor. Il 7 settembre 2010 la coppia ha avuto due gemelle, Lily e Cherry Iero, mentre il 7 aprile 2012 Frank ha annunciato attraverso Twitter la nascita di un terzo figlio, Miles Iero.

## Discografia

### Da solista
- 2013 - For Jamia(EP)

Come frnkiero andthe cellabration
- 2014 - Stomachaches
- 2015 - frnkiero andthe cellabration/Lonely the Brave (split)

Come Frank Iero and the Patience
- 2016 - Parachutes
- 2017 - Keep The Coffins Coming

### Con i Pencey Prep
- 2000 - Trying to Escape the Inevitable (demo)
- 2000 - Long Walk to Forever (EP)
- 2001 - Heartbreak in Stereo

### Con i My Chemical Romance
- 2002 - I Brought You My Bullets, You Brought Me Your Love
- 2004 - Three Cheers for Sweet Revenge
- 2006 - The Black Parade
- 2010 - Danger Days: The True Lives of the Fabulous Killjoys

### Con i Leathermouth
- 2009 - XØ

### Con i Reggie and the Full Effect
- 2013 - No Country for Old Musicians

### Con i Death Spells
- 2016 - Nothing Above, Nothing Below